# Histeromorphus
Histeromorphus – rodzaj chrząszczy z rodziny czarnuchowatych i podrodziny Pimeliinae. Obejmuje sześć opisanych gatunków. Wszystkie są endemiczne dla jemeńskiego archipelagu Sokotra.

## Morfologia
Chrząszcze o szeroko-owalnym w zarysie ciele długości od 7,1 do 13,1 mm i szerokości od 4,8 do 9,4 mm, ubarwione matowo czarno. Dość dużych rozmiarów głowa największą szerokość osiąga na wysokości policzków. Ma ona pionowo rozciągnięte i wąskie oczy, punktowany nadustek, spłaszczone i rozdwojone na szczytach żuwaczki, koronę szczecinek na ostatnim członie głaszczków szczękowych, dużą, poprzeczną, trapezowatą bródkę oraz poprzeczny, trójkątny podbródek. Rozlegle odsłonięta, rozjaśniona warga górna porośnięta jest skąpo długimi, żółtymi szczecinkami i ma nieco falistą przednią krawędź. Nad wewnętrzną krawędzią oka brak jest kila. Dorównujące długością szerokości głowy czułki mają człon trzeci wydłużony, a ostatni szczątkowy. Co najmniej dwukrotnie szersze niż dłuższe przedplecze ma przedni brzeg głęboko zafalowany, przednie kąty ostre lub rozwarte, brzegi boczne zaokrąglone na całym przebiegu lub w tylnej połowie proste, a brzeg tylny dwufalisty. Przednia krawędź jest nieobrzeżona pośrodku, a tylna na całej długości. Tarczka jest od zewnątrz niewidoczna. Szerokie pokrywy mają szeroko zaokrąglone boki oraz szerokie i gładkie pseudopleury. Na pokrywach nie występują punkty kilowate czy ziarenkowate – powierzchnia jest gładka, pomarszczona, porysowana lub rowkowana. Tylnej pary skrzydeł brak zupełnie. Spód tułowia jest nagi. Przedpiersie jest niepunktowane, o szerokim i z tyłu rozszerzonym wyrostku. Zapiersie jest tak długie jak tylne biodra. Odnóża wszystkich par mają w wewnętrznych kątach goleni dwa duże kolce. Przednia para odnóży ma wyraźnie maczugowate uda, a golenie silnie spłaszczone, ku szczytowi rozszerzone i przedłużone bocznie w palcowaty ząbek. Odwłok ma nagi, drobno ziarenkowany spód. Samice mają pokładełko o szpatułkowatych płatach wierzchołkowych. Edeagus samca pozbawiony jest modyfikacji.

## Ekologia i występowanie
Owady te zasiedlają piaskowe wydmy terenów pustynnych.
Rodzaj palearktyczny, endemiczny dla jemeńskiego archipelagu Sokotra. Jeden gatunek jest endemitem Abd al-Kuri, cztery endemitami Sokotry, a jeden oprócz Sokotry znany jest z Samhy i Darsy.

## Taksonomia
Takson ten wprowadzony został w 1865 roku przez Ernsta Gustava Kraatza. Jego całościowej rewizji dokonał w 2014 roku Luboš Purchart.
Do rodzaju tego zalicza się sześć opisanych gatunków:
- Histeromorphus carinatus Purchart, 2014
- Histeromorphus convexicostatus Purchart, 2014
- Histeromorphus nogedensis Purchart, 2014
- Histeromorphus plicatus Kraatz, 1865
- Histeromorphus plicatipennis Waterhouse, 1881
- Histeromorphus undatus Gahan, 1900